# Crimes of the Heart
Crimes of the Heart (v slovenščini: Zločini srca) je najbolj znana drama - tragikomedija Beth Benley. Napisala jo je leta 1978, premierna predstava je bila v New Yorku leta 1980.
Glavne junakinje tragikomedije so tri sestre Magrath, Meg, Babe in Lenny, ki se ponovno snidejo na družinskem domu v Hazlehurstu v Misisipiju potem, ko je Babe ustrelila svojega nasilnega moža. Vse tri so zrasle v disfuncionalni družini z nagnenji k črnogledosti, vsaka je prestala svoj delež stiske in bede. Viški zapletov se porajajo, ko so se prisiljene ukvarjati z nekaterimi sorodniki in preteklimi razmerji, medtem, ko se spopadajo z najnovejšim incidentom, ki grozi, da bo njihova življenja obrnil na glavo. Vsaka sestra se je prisiljena soočiti s posledicami svojega "zločina srca" , ki ga je zagrešila.
Predstava je leta 1981 osvojila Pulitzerjevo nagrado za dramsko delo 

## Vloge
- Babe, Meg in Lenny, sestre
- Barnette Lloyd, bratranec
- Doc Porter, nekdanji Megijin fant
- Chick Boyle, Babejin odvetnik